# محمود نوربخش
محمود نوربخش (زادهٔ ۱۳۱۲ تهران – درگذشتهٔ ۱۳۵۳ تهران) دوبلور اهل ایران بود.

## زندگی‌نامه
محمود نوربخش فعالیت هنری خود را از سال ۱۳۲۹ با بازی در تئاتر آغاز کرد و سپس به بازی در سینما، تلویزیون و نمایش های رادیویی هم پرداخت. از سال ۱۳۳۸ فعالیت در دوبلاژ را تحت نظر علی کسمایی آغاز کرد. وی صدایی خاص، محکم و صمیمی داشت و به خاطر استعداد ذاتی و هوش سرشارش بسیار سریع توانست به عرصه هنر دوبله قدم گذارد. وی نقش‌ها را چنان قدرتمندانه ارائه می‌کرد که حتی مدیران دوبلاژ و همکارانش را متعجب می‌نمود.
محمود نوربخش گویندگی بسیاری از نقش‌های مکمل مهم و تأثیر و گاه نقش‌های اصلی را در فیلم‌های دوبله شده به مدیریت علی کسمایی، ایرج دوستدار، محمدعلی زرندی، عطاءالله کاملی، احمد رسول‌زاده و سعید شرافت در استودیو مولن روژ، دماوند، شهاب و... به عهده می‌گرفت. در دوبله نسخه سینمایی فیلم‌ معروف پدرخوانده، محمود نوربخش به‌جای مارلون براندو در نقش رئیس مسن تشکیلات مافیا گویندگی کرد، زیرا نمایندگان شرکت سازنده فیلم (پارامونت) نمی‌خواستند دوبله این نقش، نشانه‌ای از براندوهای قبلی داشته باشد. محمود نوربخش در سال ۱۳۵۳ چشم از جهان فرو بست.

## کارهای شاخص دوبله
| نام فیلم                             | سال ساخت    | بازیگر                           | نقش                                       | توضیحات                               |
| ------------------------------------ | ----------- | -------------------------------- | ----------------------------------------- | ------------------------------------- |
| پرنده باز آلکاتراز                   | ۱۹۶۲        | کارل مالدن                       | هاروی شومکر                               | دوبله اول                             |
| چگونه غرب تسخیر شد                   | ۱۹۶۳        | کارل مالدن                       | پرسکات                                    |                                       |
| در بارانداز                          | ۱۹۵۴        | کارل مالدن                       | پدر بری                                   | دوبله اول                             |
| روبی جنتری                           | ۱۹۵۲        | کارل مالدن                       | جیم جنتری                                 | در ایران: «جدال در مرداب»             |
| سربازهای یک چشم                      | ۱۹۶۱        | کارل مالدن                       |                                           |                                       |
| صف قاتلین                            | ۱۹۶۶        | کارل مالدن                       | جولیان وال                                |                                       |
| این زمین مال من است (فیلم ۱۹۵۹)      | ۱۹۵۹        | کلود رینس                        | فیلیپ رامبو                               |                                       |
| بزرگترین داستان عالم                 | ۱۹۶۵        | کلود رینس خوزه فرر               | هرود بزرگ هیرودیس آنتیپاس                 |                                       |
| لورنس عربستان                        | ۱۹۶۲        | کلود رینس                        | آقای درایدن                               | دوبله اول                             |
| بانوی زیبای من                       | ۱۹۶۴        | استنلی هالووی                    | آلفرد پی. دولیتل                          |                                       |
| در راه خطر                           | ۱۹۶۵        | استنلی هالووی                    |                                           |                                       |
| ده سرخ‌پوست کوچولو (فیلم ۱۹۶۵)        | ۱۹۶۵        | استنلی هالووی                    | ویلیام بلور                               |                                       |
| پاداش                                | ۱۹۶۳        | ادوارد جی. رابینسون              | دکتر ماکس استراتمن/پروفسور والتر استراتمن | در ایران: «جایزه»                     |
| طلای مکنا                            | ۱۹۶۹        | ادوارد جی. رابینسون              | آدامز                                     |                                       |
| ساعات ناامیدی                        | ۱۹۵۵        | فردریک مارچ                      | دن سی هیلارد                              |                                       |
| هفت روز در ماه می                    | ۱۹۶۴        | فردریک مارچ                      | لیمان                                     | دوبله اول                             |
| دسته سیسیلی‌ها                        | ۱۹۶۹        | ژان گابن                         | ویتوریو مانالزه                           | دوبله اول                             |
| دو مرد در شهر                        | ۱۹۷۳        | ژان گابن                         | ژرمن کازنوی                               | دوبله اول                             |
| آسایشگاه                             | ۱۹۷۲        | پیتر کوشینگ                      | اسمیت                                     |                                       |
| دوقلوهای خون‌آشام                     | ۱۹۷۱        | پیتر کوشینگ                      | گوستاو ویل                                |                                       |
| تپه                                  | ۱۹۶۵        | هری اندروز                       |                                           |                                       |
| رنج و سرمستی                         | ۱۹۶۵        | هری اندروز                       | برامانته                                  |                                       |
| خارطوم                               | ۱۹۶۶        | رالف ریچاردسون راجر دلگادو       | گلدستون شیخ علی ابراهیم                   |                                       |
| زن پوشالی                            | ۱۹۶۴        | رالف ریچاردسون                   | چارلز ریچموند                             |                                       |
| دعوت از یک تیرانداز                  | ۱۹۶۴        | پت هینگل                         | سم بروستر                                 | در ایران: «دعوت به تیراندازی»         |
| شکوه علفزار                          | ۱۹۶۱        | پت هینگل                         | آس استمپر                                 | دوبله اول                             |
| آتیلا                                | ۱۹۵۴        | ادواردو جیانلی                   | اونگزیو                                   | دوبله اول                             |
| آوازه‌خوان نه آواز                    | ۱۹۶۰        | جان بنتلی                        | کاپیتان پلیس                              |                                       |
| اتللو                                | ۱۹۵۵        |                                  |                                           | دوبله اول                             |
| اسپارتاکوس                           | ۱۹۶۰        | پیتر اوستینوف                    | باتیاتوس                                  |                                       |
| افسانه لایلا کلر                     | ۱۹۶۸        | میلتن سلرز                       | بارت لانگنر                               |                                       |
| انتقام‌جویان                          | ۱۹۷۲        | ارنست بورگناین                   | هوپ                                       | در ایران: «کاروان انتقام»             |
| ایرما خوشگله                         | ۱۹۶۳        |                                  |                                           | دوبله اول                             |
| ایستگاه شش صحرا                      | ۱۹۶۲        | دنهولم الیوت                     | میسی                                      |                                       |
| بنینگ                                | ۱۹۶۷        | هاوارد سنت جان                   | جی پالیستر یانگ                           | در ایران: بهای عشق                    |
| بوئینگ بوئینگ                        | ۱۹۶۵        | لوماکس استودی                    | پایری                                     |                                       |
| پدرخوانده                            | ۱۹۷۲        | مارلون براندو                    | دُن ویتو کورلئونه                          | دوبله اول                             |
| پسران کتی الدر                       | ۱۹۶۵        | پائول فیکس                       | کلانتر بیلی ویلسون                        |                                       |
| پلنگ صورتی (فیلم ۱۹۶۳)               | ۱۹۶۳        | دیوید نیون                       | سِر چارلز لینتون                           |                                       |
| پنجه طلایی                           | ۱۹۶۴        | گرت فروبه                        | گلد فینگر                                 | عنوان اصلی: «گلد فینگر»               |
| تازه‌به‌دوران‌رسیده‌ها                   | ۱۹۶۴        | الن لاد                          |                                           | در ایران: «هوسبازان»                  |
| تعطیلات در رم                        | ۱۹۵۳        | ادی آلبرت                        | ایروینگ رادویچ                            | در ایران: «شبی در رُم»                 |
| جاسوسی که از سردسیر آمد              | ۱۹۶۵        | سیریل کوساک                      | مأمور کنترل                               |                                       |
| جایی برای مردن پیدا کن               | ۱۹۶۸        | جیووانی پالاویچینو (گوردون یورک) | گومز                                      |                                       |
| جایی که عقاب‌ها جرئت پیدا می‌کنند      | ۱۹۶۸        |                                  |                                           | در ایران: «قلعهٔ عقاب‌ها»               |
| جنگ پنهان هری فریگ                   | ۱۹۶۸        | جیمز گریگوری                     | ژنرال هومر پرنتیس                         |                                       |
| جنگل آسفالت                          | ۱۹۵۰        | سام جافی                         | داک اروین                                 |                                       |
| جنگ و صلح                            | ۱۹۵۶        | جان میلز                         |                                           | دوبله دوم                             |
| جن‌گیر                                | ۱۹۷۳        | لی جی. کاب                       | ستوان ویلیام کیندرمن                      |                                       |
| جودیت                                | ۱۹۶۶        | جک هاوکینز                       | سرگرد لاوتن                               | در ایران: «ژودیت»                     |
| جوراب قرمزها                         | ۱۹۵۹        | فس پارکر                         | کام بلیکر                                 | عنوان اصلی: The Jayhawkers!           |
| چشم‌بسته                              | ۱۹۶۵        | جک واردن                         | ژنرال فروت                                |                                       |
| حرفه‌ای‌ها                             | ۱۹۶۶        | رالف بلامی                       | جو گرانت                                  |                                       |
| دردسرهای یک چینی در چین              | ۱۹۶۵        | ژان روشفور                       | لئون                                      |                                       |
| دنیای دیوانه، دیوانه، دیوانه، دیوانه | ۱۹۶۳        | اسپنسر تریسی                     |                                           | دوبله اول                             |
| دوازده صندلی                         | ۱۹۷۰        | ران مودی                         | ایپولیت                                   |                                       |
| روشنی‌های صحنه                        | ۱۹۵۲        | چارلی چاپلین                     | کالوِرو                                    | عنوان اصلی: «لایم‌لایت»                |
| روهاید                               | ۱۹۶۱        | پل برینگر رابرت ویلک             | یتس مک‌وی                                  | نسخه سینمایی                          |
| زنده‌باد زاپاتا!                      |             |                                  |                                           | دوبله اول                             |
| زنگ‌ها برای که به صدا در می‌آیند       | ۱۹۴۳        | آکیم تامیروف                     | پابلو                                     | دوبله دوم                             |
| ژولیوس سزار (فیلم ۱۹۵۳)              | ۱۹۵۳        |                                  |                                           |                                       |
| سقوط امپراتوری روم                   | ۱۹۶۴        | داگلاس ویلمر                     | پسنیوس نیگر                               |                                       |
| سکس و دختر تنها                      | ۱۹۶۴        | هنری فوندا                       | فرانک                                     |                                       |
| سلیمان و سبا                         | ۱۹۵۹        | یول برینر                        | سلیمان                                    | دوبله اول                             |
| سنگام                                | ۱۹۶۴        |                                  |                                           |                                       |
| سیاره میمون‌ها                        | ۱۹۶۸        | موریس اوانس                      | دکتر زایوس                                |                                       |
| شاه لیر (فیلم ۱۹۷۱ شوروی)            | ۱۹۷۱        | کارلیس سبریس                     | گلاستر                                    |                                       |
| شر نبین!                             | ۱۹۷۱        | رابین بیلی                       | جرج رکستون                                | در ایران: «شاهدی در تاریکی»           |
| شمشیر در سنگ                         | ۱۹۶۳        | کارل سوئنسن (صدا)                | مرلین جادوگر                              | پویانمایی والت دیزنی پیکچرز           |
| شیطان در ساعت ۴                      | ۱۹۶۱        | الکساندر اسکوربی                 | فرماندار                                  | دوبله اول                             |
| صبحانه در تیفانی                     | ۱۹۶۱        | مارتین بالسام آلن رید            | او. جی. برمن سالی تومیتو                  |                                       |
| طولانی‌ترین روز                       | ۱۹۶۲        | هانس کریستین بلش                 |                                           |                                       |
| عملیات کراسبو                        | ۱۹۶۵        | تروور هاوارد پل هنرید            | لیندمن زیمن                               |                                       |
| فهرست آدریان مسنجر                   | ۱۹۶۳        | کلایو بروک                       | ماروین                                    |                                       |
| قاتلین پیرزن                         | ۱۹۵۵        | پیتر سلرز                        | هری                                       |                                       |
| قایقرانان ولگا                       | ۱۹۵۹        | ولفگانگ پرایس                    | ژنرال گوریف                               |                                       |
| کارناوال دزدان                       | ۱۹۶۷        | هنری بکمن                        | بندل                                      |                                       |
| کچ                                   | ۱۹۷۹        | والتر ماتائو                     |                                           |                                       |
| کت بالو                              | ۱۹۶۵        | جان مارلی                        | فرانکی بالو                               |                                       |
| گلوله آتشین                          | ۱۹۶۵        | آدولفو چلی                       | امیلیو لارگو                              | عنوان اصلی: «تندربال»                 |
| لحظه به لحظه                         | ۱۹۶۶        | گرگوار آسلان                     | بازرس دفارگو                              |                                       |
| مادام ایکس                           | ۱۹۶۶        | بورگس مریدیت                     | دن سالیوان                                |                                       |
| مرد آرام                             | ۱۹۵۲        | ویکتور مک‌لاگلن                   | ویل داناهر                                | دوبله اول                             |
| مرد قانون                            | ۱۹۷۱        | رابرت رایان                      | کاتن رایان                                | دوبله اول                             |
| مرد مضاعف                            | ۱۹۶۷        | لوید نولان فردریک شیلر           |                                           | در ایران: «مرد دو چهره»               |
| مردی برای تمام فصول                  | ۱۹۶۶        | پل اسکوفیلد                      | سِر تامس مور                               | دوبله اول                             |
| مکبث                                 | ۱۹۷۱        | نیکلاس سلبی                      | دانکن                                     |                                       |
| مک‌لین‌تاک!                            | ۱۹۶۳        | چیل ویلس                         | دراگو                                     |                                       |
| می‌خواهم زنده بمانم!                  | ۱۹۵۸        |                                  |                                           | دوبله اول                             |
| نسل کمیاب                            | ۱۹۶۶        | برایان کیت                       | الکس بوئن                                 |                                       |
| نوع جدید عشق                         | ۱۹۶۳        | جورج توبیاس                      | جو                                        |                                       |
| نه ساعت به راما                      | ۱۹۶۳        |                                  |                                           |                                       |
| وحشت در خیابان‌ها                     | ۱۹۵۰        | پال داگلاس                       | سروان تام وارن                            | دوبله اول                             |
| وحشی                                 | ۱۹۵۲        | یان مک‌دونالد میلبورن استون       | عقاب زرد (سرخ‌پوست) سرجوخه مارتین          |                                       |
| هارلو                                | ۱۹۶۵        | رد باتنز                         |                                           |                                       |
| هلن تروآ (فیلم)                      | ۱۹۵۶        |                                  |                                           | در ایران: «هلن قهرمان تروآ» دوبله اول |
| یه عالمه معجزه                       | ۱۹۶۱        | توماس میچل                       | قاضی هنری جی. بلیک                        | در ایران: «معجزهٔ سیب» دوبله اول       |
| ۱۱ یار اوشن (فیلم ۱۹۶۰)              | ۱۹۶۰        |                                  |                                           | در ایران: «۱۱ سارق در لاس وگاس»       |
| ۵۵ روز در پکن                        | ۱۹۶۳        | کرت کاشنر                        | بارون سرگئی ایوانف                        |                                       |
| چاپارل                               | ۱۹۶۷ – ۱۹۷۱ | لیف اریکسون                      | جان کنن بزرگ                              | مجموعه تلویزیونی آمریکایی             |

## سینما
- داماد میلیونر (۱۳۳۸)
- خانوم خانوما (۱۳۵۱)

## مجموعه تلویزیونی
- خانه‌ی قمر خانم
- سلطان صاحبقران
- پهلوانان ((پهلوان نایب))